# Иванов, Георгий Герасимович
Иванов Георгий Герасимович (14 февраля 1897—1964) — советский военнослужащий, участник Гражданской войны и Великой Отечественной войны.

## Биография
Родился в крестьянской семье, по национальности русский. 
Окончил кловинское народное училище в 1911 году. В том же году призван в ряды русской армии, но уже в феврале 1918 года в РККА. В 1920 и 1923 годах дважды награждался орденами Красного Знамени за героические подвиги. В 1923 году уволен в запас. 
В 1929 году принят в ВКП(б). В межвоенный период работал на заводе. 
С началом Великой Отечественной войны вступил в ряды народного ополчения. Служил в подсобном хозяйстве, выполняя там командирские обязанности. За период службы был награждён орденом Красной Звезды и другими наградами. В декабре 1945 уволен в запас по возрасту. Продолжил работать на заводе «Красный треугольник», там же, где и работал в межвоенный период. Умер в 1964 году.

## Награды
- Два ордена Красного Знамени (1920, 1923) — за мужественные и героические поступки в период Гражданской войны.
- Орден Красной Звезды (1944) — за умелое командование порученными подразделениями в период всей войны.
- Медаль «За оборону Ленинграда».
- Медаль «За победу над Германией в Великой Отечественной войне 1941—1945 гг.».